# كوردوفادو
كوردوفادو هي كومونا في منطقة فريولي فينيسيا جوليا في إيطاليا، تقع على بعد حوالي 20 كيلومترا (12 ميلا) جنوب شرق بوردينوني وحوالي 80 كيلومترا (50 ميلا) شمال غرب ترييستي. يحد كوردوفادو البلديات التالية: غروارو، مورسانو آل تاغليامنتو، سيستو آل ريجينا، تيغليو فينيتو.

## روابط خارجية
- Official website